# Challenge des champions 1962
La Supercoppa di Francia 1962 (ufficialmente Challenge des champions 1962) è stata l'ottava edizione della Supercoppa di Francia.
Si è svolta il 29 giugno 1962 al Parc municipal des sports di Limoges tra lo Stade Reims, vincitore della Division 1 1961-1962, e il Saint-Étienne, vincitore della Coppa di Francia 1961-1962.
A conquistare il titolo è stato il Saint-Étienne che ha vinto per 4-3 con reti di Jacques Faivre (doppietta), Ginès Liron e Robert Herbin.

## Partecipanti
| Squadre       | Qualificazione                             | Partecipazioni precedenti (il grassetto indica la vittoria) |
| ------------- | ------------------------------------------ | ----------------------------------------------------------- |
| Stade Reims   | Vincitore della Division 1 1961-1962       | 3 (1955, 1958, 1960)                                        |
| Saint-Étienne | Vincitore della Coppa di Francia 1961-1962 | 1 (1957)                                                    |

## Tabellino
| Arbitro: | Lamour |

|                                     |           |                         |
| Faivre 25’ 81’ Liron 66’ Herbin 75’ | Marcatori | 16’ Kopa 23’ 87’ Akesbi |

### Formazioni
| Saint-Étienne:  |                      |
|                 |                      |
| P               | Claude Abbes         |
| D               | Juan Casado          |
| D               | Richard Tylinski     |
| D               | Georges Polny        |
| C               | René Domingo         |
| C               | Jean-Baptiste Bordas |
| C               | Jean-Claude Baulu    |
| C               | Robert Herbin        |
| C               | Roland Guillas       |
| A               | Ginès Liron          |
| A               | Jacques Faivre       |
| Allenatore:     |                      |
| François Wicart |                      |

| Stade Reims:   |                   |  |     |
|                |                   |  |     |
| P              | Dominique Colonna |  |     |
| D              | Jean Wendling     |  |     |
| D              | Robert Siatka     |  | 67’ |
| D              | Bernard Hiegel    |  |     |
| C              | François Soltys   |  |     |
| C              | Marcel Moreau     |  |     |
| A              | Guy Sparza        |  |     |
| A              | Hassan Akesbi     |  |     |
| A              | Raymond Kopa      |  |     |
| A              | Jean Vincent      |  |     |
| A              | Paul Sauvage      |  |     |
| Sostituzioni:  |                   |  |     |
| A              | Abdallah Azhar    |  | 67’ |
| Allenatore:    |                   |  |     |
| Albert Batteux |                   |  |     |